# Congrés de Karlsruhe

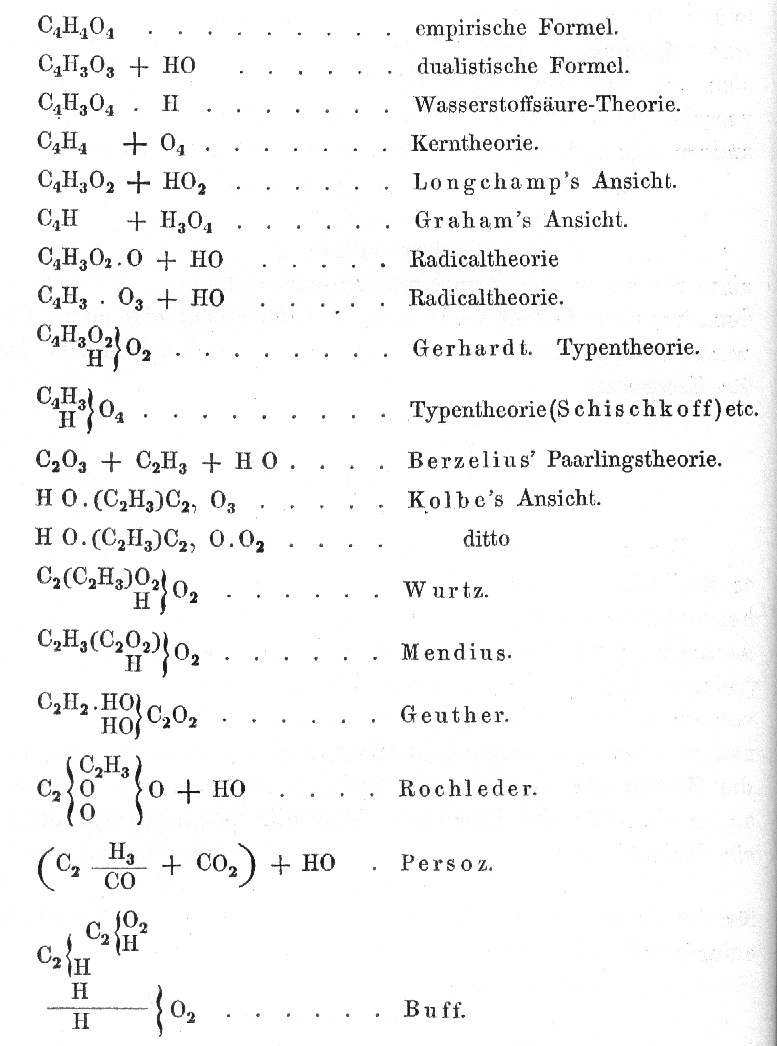
Fórmules emprades per a l'àcid acètic segons Kekulé el 1861

El Congrés de Karlsruhe és una reunió internacional de químics que tingué lloc a la ciutat de Karlsruhe, Alemanya, del dia 3 al dia 5 de setembre de 1860. És el primer congrés científic internacional de la història.

## El congrés
El Congrés de Karlsruhe fou organitzat pels químics europeus amb la finalitat de discutir temes de nomenclatura química, notació de fórmules i masses atòmiques, temes que en aquell moment creaven molta confusió. L'organització del congrés anà a càrrec dels químics Friederich August Kekulé, Charles Adolphe Würtz i Karl Weltzien. Com a exemple dels problemes que s'havien de resoldre estaven les 19 fórmules emprades pels químics per a representar l'estructura de l'àcid acètic, com es mostra a la figura del llibre de Kekulé Lehrbuch der Organischen Chemie.
El tema més important, però, fou l'aclariment de la confusió entre masses atòmiques i masses moleculars. El darrer dia Stanislao Cannizzaro repartí un article seu del 1858 entre els assistents sobre les masses atòmiques on emprava la teoria d'Avogadro que havia tingut poca repercussió en el moment de ser publicada. L'explicació de Cannizzaro tingué una important influència com ho demostra l'escrit de Lothar Meyer "Les escales varen desaparèixer davant dels meus ulls" En el Congrés de Karlsruhe s'adoptà un sistema unificat de masses atòmiques (en aquell temps pesos atòmics). Així s'emprava el valor 1 per a l'hidrogen, el 6 pel carboni i el 8 per a l'oxigen. Però després de les explicacions de Cannizzaro referent a la teoria d'Avogadro sobre l'existència de molècules diatòmiques d'àtoms iguals i s'acceptà la massa del carboni com a 12 i la de l'oxigen com a 16.

## Assistents
D'acord amb la llista de Wurtz, els participants al congrés foren:
1. Bèlgica. Brussel·les: Jean Servais Stas; Gant: Donny, Friederich August Kekulé
2. Alemanya. Berlín: Adolf von Baeyer, Georg Hermann Quincke; Bonn: Hans Heinrich Landolt; Breslau: Lothar Meyer; Kassel: Carl Gustav Guckelberger; Klausthal: August Streng; Darmstadt: E. Winkler; Erlangen: Eugen Freiherr von Gorup-Besanez; Freiburg i. B.: Lambert Heinrich von Babo, Schneyder; Giessen: Emil Boeckmann, Hermann Franz Moritz Kopp, Heinrich Will; Göttingen: Friedrich Konrad Beilstein; Halle a. S.: Wilhelm Heinrich Heintz; Hanover: Friedrich Heeren; Heidelberg: Becker, O. Braun, Robert Bunsen, Georg Ludwig Carius, Richard August Carl Emil Erlenmeyer, Otto Mendius, Schiel; Jena: Lehmann, H. Ludwig; Karlsruhe: A. Klemm, R. Muller, Julius Nessler, Petersen, K. Seubert, Karl Weltzien; Leipzig: Otto Linné Erdmann, Hirzel, Knop, Kuhn; Mannheim: Gundelach, Schroeder; Marburg a. L.: Rudolf Schmitt, Konstantin Zwenger; Munich: Geiger; Nuremberg: Ernst von Bibra; Offenbach: Grimm; Rappenau: Finck; Schönberg: R. Hoffmann; Speyer: Keller, Mühlhaüser; Stuttgart: Hermann von Fehling, W. Hallwachs; Tübingen: Finckh, A. Naumann, Adolph Strecker; Wiesbaden: Kasselmann, Carl Remigius Fresenius, C. Neubauer; Würzburg: Scherer, v. Schwarzenbach.
3. Regne Unit. Dublín: James Apjohn; Edinburgh: Alexander Crum Brown, James Alfred Wanklyn, F. Guthrie; Glasgow: Anderson; London: Baldwin Francis Duppa, G. C. Foster, John Hall Gladstone, Müller, Noad, A. Normandy, William Odling; Manchester: Henry Enfield Roscoe; Oxford: Charles Giles Bridle Daubeny, G. Griffeth, F. Schickendantz; Woolwich: Frederick Augustus Abel.
4. França. Montpeller: Antoine Béchamp, A. Gautier, C. G. Reichauer; Mülhousen i. E.: Th. Schneider; Nancy: J. Nicklès; París: Jean Baptiste Boussingault, Jean-Baptiste Dumas, Charles Friedel, Louis Grandeau, Le Canu, Jean Persoz, Alf. Riche, P. Thénard, Verdét, Charles Adolphe Würtz; Estrasbourg i. E.: Jacquemin, Oppermann, F. Schlagdenhaussen, Paul Schützenbergerr; Tann: Ch. Kestner, Scheurer-Kestner.
5. Itàlia. Gènova: Stanislao Cannizzaro; Pavia: Pavesi.
6. Mèxic. Posselt.
7. Austria. Innsbruck: Heinrich Hlasiwetz; Lemberg: Leopold von Pebal; Pesth: Theodor Wertheim; Vienna: Viktor von Lang, Adolf Lieben, Folwarezny, F. Schneider.
8. Portugal. Coïmbra: Mide Carvalho.
9. Rússia. Kharkov: Valerien Sawitsch; St. Petersburg: Alexander Borodin, Dmitri Mendeléiev, Léon Schischkoff, Nikolay Zinin.
10. Polònia. Varsòvia: T. Lesinski, Jacob Natansen
11. Suècia. Harpenden: Joseph Henry Gilbert; Lund: Berlin, Christian Wilhelm Blomstrand; Stockholm: Bahr.
12. Suïssa. Berna: C. Brunner, Ugo Schiff; Ginebra: Jean-Charles Galissard de Marignac; Lausanne: Bischoff; Reichenau bei Chur: Adolph von Planta; Zurich: Johannes Wislicenus.
13. Espanya. Madrid: Ramón Torres Muñoz de Luna.